# Slavisk-ortodoxa kyrkor

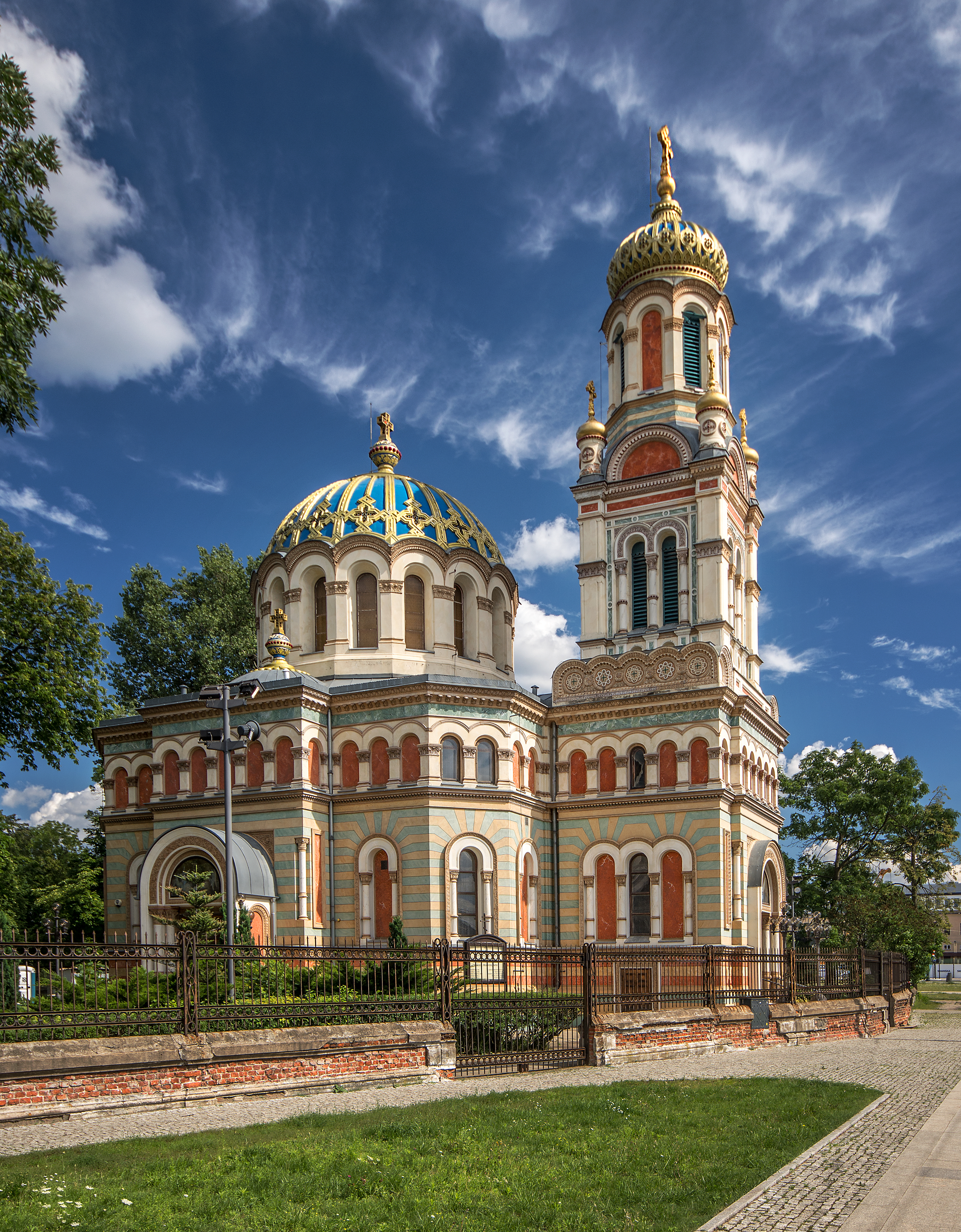
Alexander Nevskij-katedralen i Łódź, Polen tillhörande Polsk-ortodoxa kyrkan.

Slavisk-ortodoxa kyrkor, eller Slaviska ortodoxa kyrkor, är flera kyrkosamfund inom den Östortodoxa kristendomen som bland annat finns i slaviska länder och som använder det traditionella liturgiska språket kyrkslaviska och/eller deras lokala folkspråk.

## Lista över slaviska ortodoxa kyrkor
- Bulgarisk-ortodoxa kyrkan
- Makedonisk-ortodoxa kyrkan
- Polsk-ortodoxa kyrkan
- Rysk-ortodoxa kyrkan
  - Belarusisk-ortodoxa kyrkan
  - Ukrainska ortodoxa kyrkan (Moskvapatriarkatet)
  - Rysk-ortodoxa kyrkan utanför Ryssland

- Ortodoxa kyrkan i Ukraina (delvis erkänd)
- Serbisk-ortodoxa kyrkan
- Tjeckiska och slovakiska ortodoxa kyrkan

### Kyrkor som inte är i gemenskap med de ovanstående
- Montenegrinsk-ortodoxa kyrkan
- Gammaltroende